# ボルボ・フィリップ
フィリップ（Philip ）は、1952年に設計されたコンセプトカー。デザイナーは、ヤン・ヴィルスガールドで、アマゾンのデザインも手掛けている。

## 概要
フィリップは米国市場向けに設計されており、V8エンジンを搭載し最大出力120 hp（89 kW）/4000 rpmであった。デザインは米国車に影響され、1951年のカイザーと類似し、ホワイトタイヤとテールフィンを備えていた。
フィリップの生産は、取締役会によって取り消しになったが、極秘に１台のみが組み立てられた。その後、エシルストゥーナのボリンダー＝ムンクテルで徹底的にテストを行い数年間使用された。現在は、ボルボ博物館に展示されている。
V8エンジンは1956年に生産を開始し、ボルボのトラックやボートにも搭載され、1973年まで生産されていた。そのV8エンジンの信頼性は高かったが、燃料の消費量も多かった。